# جيم ماكغريغور (مدرب كرة سلة)
جيم ماكغريغور (بالإنجليزية: Jim McGregor)‏ هو مدرب كرة سلة أمريكي، ولد في 30 ديسمبر 1921 في بورتلاند في الولايات المتحدة، وتوفي في 31 يوليو 2013 في بالفيو في الولايات المتحدة.

## وصلات خارجية
- جيم ماكغريغور على موقع كلية كرة السلة في سبورتس رفرنس.كوم (الإنجليزية)